# Josef Endres (Landrat)
Josef Endres (* 24. März 1899 in Böttigheim im Landkreis Würzburg; † 12. Juli 1941 in Passau) war ein deutscher Landrat.

## Leben
Nach dem Abitur am Kronberg-Gymnasium Aschaffenburg leistete Jose Endres zunächst seinen Militärdienst als Einjährig-Freiwilliger und studierte anschließend Rechtswissenschaften an der Julius-Maximilians-Universität Würzburg, wo er seit 1907 Mitglied der katholischen Studentenverbindung KDStV Thuringia Würzburg war. Nach der ersten juristischen Staatsprüfung folgte der dreijährige Vorbereitungsdienst. Endres musste von 1914 bis 1918 Kriegsdienst leisten und kam danach als Regierungsakzessist in das Bayerische Staatsministerium des Äußern, wo er Protokollführer im Ministerrat war.
1919 legte er das Große juristische Staatsexamen (früher Staatskonkurs) ab und wurde Bezirksamtsassessor im Ministerium. Endres wechselte in die Kommunalverwaltung und wurde im Februar 1922 Bezirksamtmann in Mühldorf. Nach dreijähriger Tätigkeit kehrte er zur Landesverwaltung zurück und wurde Regierungsrat im Staatsministerium des Innern. Vom 1. November 1930 bis zum 16. Mai 1933 war er Bezirksamtsvorstand in Germersheim, als er die Leitung der Verwaltung des Landkreises Passau übernahm. Die Tätigkeit als Passauer Landrat übte er bis zu seinem Tode aus; er verstarb im Amt. 
Zum 1. Mai 1933 war Endres in die NSDAP (Mitgliedsnummer 3.650.551) eingetreten.